# Jets to Brazil
I Jets to Brazil sono stati un gruppo indie rock/emo statunitense.

## Storia
Nati nel 1997 a Brooklyn, New York, i Jets to Brasil erano formati da Blake Schwarzenbach, ex cantante e chitarrista della storica band punk rock Jawbreaker, il batterista, Chris Daly che suonava nei Texas Is the Reason e Jeremy Chatelain (noto anche per l'aver militato in band quali Helmet e Iceburn). Il nome del gruppo è preso da un poster presente nel film Colazione da Tiffany. Nel 1997 la band firma un contratto con la Jade Tree Records.
Il primo album, Orange Rhyming Dictionary, è uscito nel 1998 ed è stato registrato all'Easley McCain Recording Studio di Memphis da J. Robbins e Stuart Sikes. Il titolo gioca sull'idea che nella lingua inglese non c'è nessuna parola che faccia rima con "orange". In seguito all'uscita del disco i Jets partono per un tour con i The Promise Ring.
Il 2000 vede invece l'uscita del secondo album, Four Cornered Night, che è segnato dall'ingresso di Brian Maryansky alla chitarra, già membro dei The Van Pelt. Da allora Blake si dedica al piano.
L'ultimo album, Perfecting Loneliness fu pubblicato nel 2002 e trovò un'ottima accoglienza da parte del pubblico.
Nell'autunno 2003 la band decise di sciogliersi; le motivazioni non sono note.
Schwarzenbach ora è professore di Inglese a New York. Nell'ottobre 2008 era partito con un nuovo progetto, i The Thorns of Life, che però ha vita breve. Così Schwarzenbach fonda, insieme all'ex batterista degli Against Me! (Kevin Mahon) e alla bassista Caroline Paquita (ex Bitchin') i Forgetters. La band ha messo in piedi un'etichetta discografica, la Too Small To Fail Records, e ha realizzato un s/t EP su doppio 7 pollici nel 2010 e un s/t album nel 2012. Daly (il batterista dei Jets to Brazil) ha suonato nuovamente con i Texas Is The Reason in occasione delle due reunion che hanno visto la band attiva, prima, esclusivamente a New York per due concerti nel novembre del 2006, e successivamente anche in altri paesi nel 2013. Daly è poi entrato nei Supertouch.

## Formazione
- Blake Schwarzenbach - chitarra e voce
- Jeremy Chatelain - basso e voce
- Chris Daly - batteria
- Brian Maryansky - chitarra

## Discografia
- 1998 - Orange Rhyming Dictionary
- 2000 - Four Cornered Night
- 2002 - Perfecting Loneliness